# Pascual Jordan

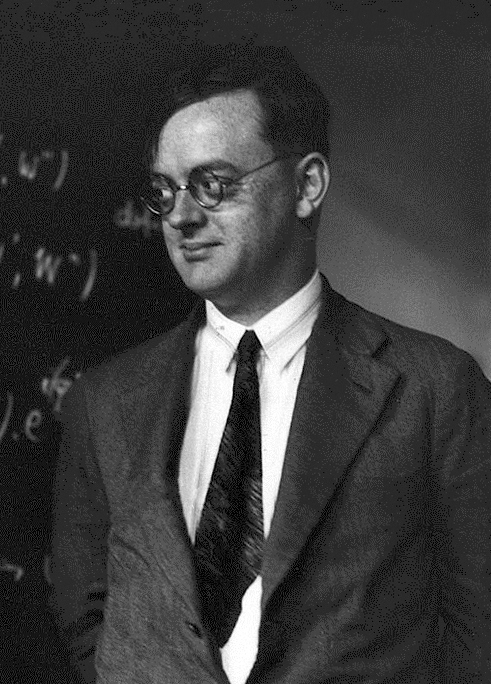
Pascual Jordan in de jaren 1920

Ernst Pascual Jordan (Hannover, 18 oktober 1902 - Hamburg, 31 juli 1980) was een Duitse theoretisch natuurkundige.
Jordan studeerde vanaf 1921 wiskunde, natuurkunde en zoölogie aan de Technische Hogeschool in Hannover en vanaf 1923 aan de Universiteit van Göttingen, waar hij in 1924 promoveerde. Hij werkte in de volgende jaren samen met Max Born en diens leerling Werner Heisenberg. Deze drie mannen boekten belangrijke resultaten op het gebied van de kwantummechanica en de kwantumveldentheorie. Na nog als privédocent gewerkt te hebben, werd hij in 1929 hoogleraar aan de universiteit van Rostock.
Hij werd in 1933 lid van de NSDAP en de SA, werkte tijdens de Tweede Wereldoorlog voor de Luftwaffe en ook enige tijd in het raketonderzoek in Peenemünde.
Zijn naziverleden verhinderde hem na de oorlog eerste een nieuwe wetenschappelijke aanstelling, maar op voorspraak van Wolfgang Pauli werd hij gerehabiliteerd en kwam hij in 1947 als gasthoogleraar te werken aan de universiteit van Hamburg, waar hij vervolgens van 1953 tot zijn emeritaat in 1971 gewoon hoogleraar was. Toch bleef het verleden hem achtervolgen en zijn grote bijdrage aan de theoretische natuurkunde is vrijwel vergeten.
Hij was tussen 1957 en 1961 parlementslid voor de CDU. Een bekende controverse rond Jordan ontstond in 1957. Een groep van achttien vooraanstaande Duitse geleerden, waaronder Born en Heisenberg, sprak zich uit tegen plannen van de regering om de Bundeswehr van kernwapens te voorzien. Jordan vond dit naïef en gesteund door het CDU noemde hij de Göttinger Achtzehn een bedreiging voor de wereldvrede. Jordan trok het politieke oordeelsvermogen van zijn vroegere leermeester Born in twijfel, wat hun relatie grondig verstoorde. 
Jordan was in 1966 medeoprichter van de rechts-conservatieve Evangelische Notgemeinschaft in Deutschland.

## Wetenschappelijk werk
Met Born wist Jordan in 1925 de ideeën van Heisenberg consistent te formuleren, wat tot de matrixmechanica leidde, maar Jordan leverde ook op andere onderdelen van de kwantummechanica en de kwantumveldentheorie in de jaren twintig en dertig belangrijke bijdragen. Hij hield zich na de Tweede Wereldoorlog vooral met de algemene relativiteitstheorie en aanverwante onderwerpen bezig, zoals met de kosmologie.